# Bento de Melo Pereira
Bento de Melo Pereira, o barão de Cotinguiba, (Neópolis, 1780 — Neópolis, 23 de setembro de 1866?) foi um militar e político brasileiro.
Foi presidente da província de Sergipe, nomeado por carta imperial em 27 de agosto de 1835, empossado de 9 de março a 12 de junho de 1836, reassumindo o cargo de 8 de setembro de 1836 a 19 de janeiro de 1837. Também foi vice-presidente da província de Sergipe, nos anos de 1834, 1837, 1839 e 1842.
Ocupou os cargos de capitão-mor de Vila Nova (atual Neópolis); comandante das armas de Sergipe de 1827 a 1829 e comandante superior da Guarda Nacional da Comarca de Vila Nova, até 1843. Combateu movimentos de apoio à Revolução Pernambucana de 1817 nas cidades sergipanas à margem do rio São Francisco.
Concorreu na lista tríplice à vaga de Senador do Império em 1838 (4ª Legislatura) e em 1858 (10ª Legislatura), não tendo sido nomeado em nenhuma das ocasiões.
Foi comendador da Imperial Ordem de Cristo e oficial da Imperial Ordem da Rosa.
Em 1836, sob sua presidência ocorre a chamada Revolta de Santo Amaro. Os chefes políticos do partido liberal (Antonio José da Silva Travassos) e do partido conservador (Sebastião Gaspar de Almeida Boto) entraram em conflito armado, pela acusação de fraude nas eleições da assembléia provincial, que beneficiaram aos conservadores. O próprio presidente Bento de Mello foi acusado de apoiar a fraude. Em novembro de 1836 os liberais iniciam os protestos, atacando Laranjeiras e o destacamento da barra do Cotinguiba apoderando-se de armamentos e ameaçando a Vila de Rosário sede do líder político Sebastião Gaspar de Almeida Boto. Os conservadores por sua vez cercam a vila de Santo Amaro reduto dos liberais, arrombando casas, assassinando e perseguindo simpatizantes que fugiram para outras vilas e mesmo para fora da província. Bento de Mello tentou mobilizar a guarda nacional, mas várias vilas se recusaram a colaborar; finalmente pede ajuda ao presidente da capitania da Bahia, sendo correspondido consegue desarticular a revolta. Após outros incidentes o governo regencial imperial interfere, exonerando Bento de Mello Pereira e nomeando José Mariano de Albuquerque Cavalcanti cearense sem relações políticas com a província; além de acatar a denúncia de fraude e anular as eleições provinciais.

## Ligações Externas
- Colégio Brasileiro de Genealogia. Sergipe - Governadores e Presidentes da Província (1821 – 1889). Subsídios Biográfico-genealógicos
- Falla com que of excell.mo sr. presidente da provincia Bento de Mello Pereira abrio a terceira sessão ordinaria da primeira legislativa da Assembléa Legislatura desta provincia. Sergipe, Typ. de Silveira, 1837.